# Teorema de representación
En matemática, un teorema de representación es un teorema que establece que cada estructura abstracta con ciertas propiedades es isomorfa a una estructura concreta.

## Ejemplos
Existen diversos ejemplos de teoremas de representación en distintos campos de las matemáticas:
- En álgebra, el teorema de Cayley establece que cada grupo es isomorfo a un grupo transformado de algún conjunto. La teoría de la representación estudia las propiedades de grupos abstractos a través de sus representaciones como transformaciones de espacios vectoriales. Adicionalmente, también en álgebra, el teorema de representación de Stone para álgebras booleanas establece que cada álgebra booleana es isomorfa a un campo de conjuntos. Una variante de este teorema encauzado a los retículos establece que cada retículo distributivo es isomorfo a un sub-retículo del retículo conjunto potencia de algún conjunto.

- En teoría de categorías, el Lema de Yoneda explica cómo functores arbitrarios en la categoría de conjuntos puede ser vista como functores hom.

- En teoría de conjuntos, el teorema del colapso de Mostowski establece que cada estructura extensional bien fundada es isomorfa a un conjunto transitivo con la relación de pertenencia (∈).

- En el análisis funcional, el teorema de representación de Riesz es actualmente una lista de muchos teoremas. Uno de ellos identifica el espacio dual de C0(X) con el conjunto de medidas regulares en X.

- Datos: Q7314222